# Al-Achtal
Al-Achtal (arab. الأخطل, właściwie Ghijas Ibn Ghaus Ibn as-Salt, arab. غياث بن غوث التغلبي; ur. ok. 640, zm. ok. 710) – poeta arabski okresu umajjadzkiego.
Należał do chrześcijańskiego plemienia Taghlib zamieszkującego nad Eufratem. Pozostał chrześcijaninem do końca życia, pomimo starań wielu osobistości umajjadzkiego dworu i lukratywnych propozycji samego kalifa Abd al-Malika (685-705). Znalazł się na dworze Umajjadów już za czasów Mu’awiji (661-680). Był bliskim towarzyszem Jazida (680-683) oraz oficjalnym poetą Abd al-Malika. Jego przydomek „Al-Achtal” znaczy „Gaduła”. W życiu prywatnym Al-Achtal był miłośnikiem wina i jest ono częstym, choć pobocznym tematem jego utworów. Ponieważ był chrześcijaninem, patrzono na jego nałóg z pobłażaniem. Nie pozostawił żadnego potomstwa. W swojej poezji atakował wszystkich przeciwników dynastii Umajjadów. Prowadził potyczki poetyckie z Dżarirem i Al-Farazdakiem. Był zarówno dobrym panegirystą, jak i satyrykiem. Wraz z Dżarirem i Al-Farazdakiem zaliczany jest tradycyjnie do „wielkiej trójki” poetów okresu umajjadzkiego.
Na język polski przełożone zostały trzy utwory poetyckie Al-Achtala, zamieszczone w antologii Poezja arabska. Wiek VI-XIII. Wybór, Wrocław-Warszawa-Kraków 1997 (przekłady autorstwa Aleksandry Witkowskiej i Janusza Daneckiego).